# القطرون
القطرون هي قرية في شعبية مرزق في جنوب ليبيا على الطريق الرئيسي المؤدي إلى تشاد والنيجر. يوجد بها محطة تعبئة (محطة وقود) ومكتب قنصلية النيجر. يصل المسافرون الذين يعبرون الحدود إلى ليبيا من النيجر إلى القطرون عندما يتم إغلاق نقطة التفتيش الحدودية الواقعة على بعد 310 كيلومترات جنوبًا في تومو .
تبعد القطرون حوالي 200 كيلومتر عن مدينة مرزق عاصمة المحافظة وحوالي 1100 كيلومتر عن العاصمة الليبية طرابلس، وعن مدينة سبها عاصمة إقليم فزان 250 كم.
خلال الحرب الأهلية الليبية في يوليو 2011، استولى جيش التحرير الوطني على المدينة لفترة وجيزة. ومع ذلك، في 23 يوليو/تموز، استعادت قوات القذافي المدينة وواصلت تقدمها جنوبا نحو ألويغ. وفي نهاية المطاف، استعاد جيش التحرير الوطني القرية.

## تاريخ
يرجع تأسيس مدينة القطرون إلى القرن الخامس عشر من قبل المرابط جابر بن علي الشمسي القادم من بلاد المغرب ، وهو الذي أطلق عليها اسمها الحالي القطرون حيث كانت في السابق عبارة عن وادي غير مأهول بالكامل يسمى وادي الحكمة.
ووادي الحكمة أو القطرون يتكون من عدة مناطق وهي:
- القطرون المركز[6] و«تنقسم إلى» (الشعبيات- الجمعية- شرقي- غربي- بحري).[7][8][9]
- البخي.
- قصر مسعود.
- تجرهي؛ تبعد عن القطرون المركز حوالي 90 كم.
- مدروسة.
- نقر كنمة.
- الويغ؛ هي منطقة عسكرية تبعد عن تجرهي 10 كم.

## السكان
يقدر سكانها بحوالي 12 ألف نسمة وهي تشكل منطلقا لحركة التجار المتجهين إلى النيجر وتشاد وتشتهر المنطقة بأشجار النخيل حيث تنمو بشكل كبير فيها. الغالب سكانها من العرب والتبو وخليط من الأفارقة.

## التقسيم الإداري
القطرون المركز هي الأكبر من حيث السكان والمعمار وتوجد بها معظم المرافق الصحية والتعليمية والخدمية. تتبع إقليم فزان محافظة مرزق في التقسيم الإداري لليبيا، ولكن الآن بلدية مستقلة حسب تقسيم ليبيا للبلديات في 2013.

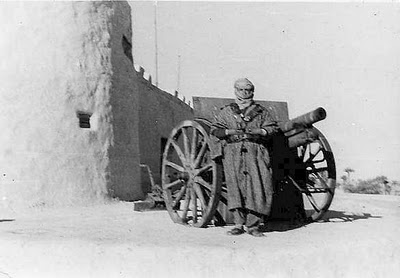
قلعة القطرون عام 1950

## معالم القرية

### القطرون

#### قلعة القطرون
بنيت في عهد الطليان سنة 1935، وأمام القلعة من الخارج مدفعين يعود تاريخهما إلى الحرب العالمية الأولى وبنوها لأجل مراقبة المدينة وذلك فعل الفرنسين بعد احتلالهم المدينة بعد خسارة إيطاليا الحرب العالمية الثانية أمام الحلفاء وتقسيم ليبيا ما بين ثلاثة دول استعمارية، وكانت فرنسا من نصيبها فزان.

#### المدينة القديمة
وتسمى أيضا عند العامة بــ (البلاد القديمة) وبنيت من قبل المرابطين  بها مسجد واحد ومساكن طينية وسكنها المرابطين منذ القرن السادس عشر حتى عهد الجماهيرية والآن هي مهجورة إلا مسجد تقام به الصلاة وزاوية تستخدم في المناسبات الاجتماعية وكمركز لتحفيظ القرآن وهي أيضا قريبة من حي الجمعية وتطل عليها قلعة القطرون من الجهة الشرقية.

#### البحريات
هي منطقة زراعية وتوجد بها أعداد من النخيل وأثل وتعتبر تمور بلدة القطرون من أفضل تمور ليبيا، وكما توجد بها أطلال لمباني من الطوب (الطين) ترجع ملكيتها إلى المرابطين حيث كان يقيم بعضهم هناك.